# Che sarà di me
Che sarà di me è un brano musicale del cantante italiano Massimo Di Cataldo, pubblicato nel 1995.
Con questo brano, composto insieme a Vincenzo Incenzo e Laurex, Di Cataldo partecipò al Festival di Sanremo 1995, classificandosi al secondo posto nella sezione Nuove proposte. La canzone venne poi inserita nell'album d'esordio del cantautore Siamo nati liberi. È stata pubblicata anche in lingua spagnola.
Il video della canzone è stato diretto da Marco Della Fonte.

## Tracce
1. Che sarà di me – 4:10
2. Soli – 4:50
3. Qualcosa cambierà – 4:52